# گواده
گواده روستایی در دهستان سیب و سوران بخش مرکزی شهرستان سیب و سوران استان سیستان و بلوچستان ایران است.

## جمعیت
بر پایه سرشماری عمومی نفوس و مسکن در سال ۱۳۹۵ جمعیت این مکان این روستا بدون جمعیت بوده‌است.